# Usípetes
Os usípetes ou usípios foram um povo germânico que habitava a região do Rio Reno desde que expulsos de suas terras de origem pelos suevos, quando chegaram ao Reno, substituindo os menápios. São citados por Marcial em seu Livro VI, epigrama 61.
Vizinhos a montante dos Batavos, guardiões da foz. Eles são descritos por autores latinos da Antiguidade, antes e depois da conquista romana.
A história dos Usípetes é semelhante à dos Batavos. Note-se que uma parte do seu território ao norte do Reno torna uma fronteira povo de arquivos a partir da I século.

## Literatura romana
De acordo com Júlio César em seus Comentários sobre as Guerras da Gália ( Commentarii de Bello Gallico - livro-IV, capítulos 1 e 4). os Usípetes e os Tencteros, acossados pelos Suevos, teriam se refugiado no território dos Menapés depois de uma viagem na Alemanha. César descreve como duas tribos, foram expulsos de suas terras tradicionais pelos germânicos Suevos, cujo domínio militar levou a guerras constantes e ao abandono da agricultura. Esta pátria original das duas tribos não é clara, mas na época de César, o Suevos havia se estabelecido em uma grande área arborizada a leste dos Ubii, que nessa época vivia na margem leste do Reno, na margem oposta de onde fica Colônia hoje. Tem sido argumentado que os Tencteros e Usípetes especificamente podem ter vindo da área do rio Weser a leste do Sigambri, porque é perto de onde as duas tribos apareceram no Reno, e César relata os suevos nesta área. Isso também explicaria as relações aparentemente amigáveis dos Tencteros e Usípetes com os Sigambri, que poderiam ter sido seus vizinhos tradicionais.
Posteriormente, são mencionados na Geografia de Ptolomeu e por Tácitoː "os Usipiens e os Tencteros vivem no Reno, que neste lugar ainda corre em um leito fixo o suficiente para servir de limite. ... "
Em sua Vida de Agrícola (Capítulo 28), Tácito relata que um destacamento usípetes atuando como uma coorte do exército romano organizaram um motim durante uma campanha no norte da Ilha da Bretanha (provavelmente com seu irmão -pai, general Julius Agricola, c. 82 ). Os amotinados mataram o centurião e os soldados romanos estacionados com eles, então roubaram três navios e navegaram para o extremo norte da Ilha da Bretanha. Suas provações os teriam levado ao canibalismo e eles teriam fracassado em território Suevos, onde foram capturados por este povo. Outros membros dessa odisséia foram supostamente capturados pelos frísios e os sobreviventes restantes vendidos como escravos para recontar sua jornada. Cassio Dio relata um fato semelhante, mas o coloca antes.